# Aliou Badara Faty
Aliou Badara Faty (ur. 3 maja 1999) – senegalski piłkarz grający na pozycji bramkarza. Jest wychowankiem klubu Casa Sports.

## Kariera klubowa
Swoją karierę piłkarską Name rozpoczął w klubie Casa Sports. W sezonie 2019/2020 zadebiutował w jego barwach w senegalskiej pierwszej lidze.

## Kariera reprezentacyjna
W 2022 roku Faty został powołany do reprezentacji Senegalu na Puchar Narodów Afryki 2021, który wygrał z Senegalem i na którym nie rozegrał żadnego spotkania.